# Episodi di Teenage Robot (seconda stagione)
La seconda stagione della serie animata Teenage Robot, composta da 14 episodi (23 segmenti), è stata trasmessa negli Stati Uniti d'America da Nickelodeon dall'8 dicembre 2004 al 9 settembre 2009.
In Italia è stata trasmessa su Nickelodeon dal 2006.
| nº  | Titolo originale                  | Titolo italiano             | Prima TV USA     | Prima TV Italia |
| --- | --------------------------------- | --------------------------- | ---------------- | --------------- |
| 1   | Victim of Fashion                 |                             | 6 settembre 2005 | 2006            |
| 2a  | Last Action Zero                  |                             | 25 gennaio 2005  | 2006            |
| 2b  | Mind Over Matter                  |                             | 25 gennaio 2005  | 2006            |
| 3a  | Future Shock                      | Appuntamento galante        | 24 gennaio 2004  | 2006            |
| 3b  | Humiliation 101                   | Conferenza 101              | 24 gennaio 2004  | 2006            |
| 4a  | Love 'Em or Leash 'Em             | Robot quasi perfetto        | 26 gennaio 2005  | 2006            |
| 4b  | Teen Team Time                    | Magico Teen Team            | 26 gennaio 2005  | 2006            |
| 5   | A Robot For All Seasons           |                             | 8 dicembre 2004  | 2006            |
| 6a  | Pajama Party Prankapalooza        | Pigiama Party Prankapalooza | 27 gennaio 2005  | 2006            |
| 6b  | Sister Sledgehammer               |                             | 27 gennaio 2005  | 2006            |
| 7a  | Dancing With My Shell             |                             | 28 gennaio 2005  | 2006            |
| 7b  | Around The World In Eighty Pieces |                             | 28 gennaio 2005  | 2006            |
| 8a  | Armagedroid                       |                             | 25 marzo 2005    | 2006            |
| 8b  | Killgore                          |                             | 25 marzo 2005    | 2006            |
| 9a  | A Pain In My Sidekick             |                             | 23 giugno 2005   | 2006            |
| 9b  | Crash Pad Crash                   |                             | 23 giugno 2005   | 2006            |
| 10a | Designing Women                   |                             | 7 settembre 2005 | 2006            |
| 10b | Robot Riot                        |                             | 7 settembre 2005 | 2006            |
| 11a | Bradventure                       |                             | 8 settembre 2004 | 2006            |
| 11b | Mama Drama                        |                             | 8 settembre 2004 | 2006            |
| 12a | Toying with Jenny                 |                             | 9 settembre 2005 | 2006            |
| 12b | Teenage Mutant Ninja Troubles     |                             | 9 settembre 2005 | 2006            |
| 13  | Escape from Cluster Prime         | Inedito                     | 12 agosto 2005   | 2006            |